# Moderaterna
Moderata samlingspartiet (M), vanligen Moderaterna, är ett liberalkonservativt politiskt parti i Sverige. Moderaterna är efter valet 2022 Sveriges tredje största parti sett till antal mandat i riksdagen. Partiledare är sedan 1 oktober 2017 Ulf Kristersson, som sedan 2022 också är Sveriges statsminister.
Moderata samlingspartiet antog sitt nuvarande namn 1969. Det ersatte det tidigare Högerpartiet som använts från 1952. Partiet grundades som Allmänna valmansförbundet 1904. På partiets valsedlar anges partibeteckningen Moderaterna. Från valrörelsen 2006 till och med april 2019 betecknade partiet sig som Nya Moderaterna; detta var dock inte ett officiellt namn.
Partiet har sedan 1979 varit det största borgerliga partiet och var det näst största partiet (efter Socialdemokraterna) i alla riksdagsval därefter fram till 2022, då Sverigedemokraterna blev näst störst och Moderaterna tredje störst. 
Fram till 1930 var fem män som tillhörde partiet eller dess föregångare statsminister. Efter namnbytet 1969 har Moderaterna tre gånger innehaft statsministerposten; Carl Bildt var statsminister 1991–1994, Fredrik Reinfeldt 2006–2014 och Ulf Kristersson är det sedan 2022, och partiet har även suttit i regering 1976–1978 och 1979–1981. 
I riksdagsvalet 2010 hade Moderaterna sin hittills högsta notering i ett riksdagsval med 30,1 % av rösterna. I riksdagsvalet 2022 fick Moderaterna 19,1 %, en minskning med 0,7 procentenheter jämfört med valet 2018. Partiet har sitt starkaste stöd i Stockholms läns (24,0 % valet 2022, 26,0 % valet 2018), Hallands läns (22,5 % valet 2022, 22,9 % valet 2018) och Skåne läns södras (22,1 % valet 2022, 24,0 % valet 2018) riksdagsvalkretsar.

## Ideologi
Moderata samlingspartiets ideologi är officiellt liberalkonservatism. Partiet är positivt till marknadsekonomi och kapitalism, och menar att frihet möjliggörs via åtgärder såsom sänkta skatter, privatiseringar och avregleringar. Möjligheten till val av leverantör av varor och tjänster är enligt partiet viktig; detta skall gå hand i hand med en minskad offentlig sektor och ett minskat statligt ägande, liksom minskat engagemang i samhällsekonomin.
Under 1980-talet fick partiet en allt mer marknadsliberal framtoning, något som jämte den ursprungligt konservativa värdegrunden låg till grund för partiets nu officiella ideologi liberalkonservatism. 
När Fredrik Reinfeldt övertog ledarrollen i Moderaterna lanserades Nya Moderaterna och partiet sade sig närma sig den politiska mitten. Moderaterna upplevde stora framgångar under Reinfeldts ledarskap och med två mandatperioder där Reinfeldt var statsminister fick ideologin prövas i praktiken. Fredrik Reinfeldts försvar av välfärden förflyttade Moderaterna närmare socialliberalismen.
Efter åtta år vid regeringsmakten började dock uppstickarpartiet Sverigedemokraterna att vinna terräng med en mer konservativ och mer invandringskritisk agenda. Det ledde till ett väljartapp för Moderaterna i valet 2014, förlorad regeringsmakt och Fredrik Reinfeldts avgång. 
När Anna Kinberg Batra tog över efter Reinfeldt hösten 2014 påbörjades att arbete med en valanalys och vidareutveckling av politiken. Redan år 2017 avgick dock Anna Kinberg Batra efter uppslitande diskussioner om partiets ideologi och relation till Sverigedemokraterna.
När Ulf Kristersson tog över efter Anna Kinberg Batra inleddes en tydligare kursändring tillbaka till rötterna där partinamnet Nya Moderaterna fick ge vika för en återgång till Moderaterna inklusive den gamla loggan med Moderaternas bekanta M. Under våren 2019 tillsattes en arbetsgrupp inom Moderaterna som skulle ta fram förslag på ett nytt idéprogram. Hösten 2020 presenterades förslaget till nytt idéprogram där liberalkonservatism nu fått en tydligare roll som partiets ideologiska bas.

## Historia

### Namnhistorik
- Allmänna valmansförbundet (1904–1938)
- Högerns riksorganisation (1938–1952/1969)
- Högerpartiet (1952–1969)
- Moderata samlingspartiet (1969–)

Under Fredrik Reinfeldts tid som partiledare, 2003–2015, användes ofta beteckningen "Nya moderaterna" i partiets kampanjmaterial och från och med valet 2014 står det bara "Moderaterna" på partiets valsedlar, men det formella namnet på partiet är Moderata samlingspartiet.

### Organisationshistorik
| År        | Riksorganisation                      | Riksdagens andra kammare                             | Riksdagens andra kammare                             | Riksdagens första kammare                                 | Riksdagens första kammare                                 |
| --------- | ------------------------------------- | ---------------------------------------------------- | ---------------------------------------------------- | --------------------------------------------------------- | --------------------------------------------------------- |
| 1867–1888 | saknades                              | Lantmannapartiet                                     | Lantmannapartiet                                     | ingen organiserad gruppering                              | ingen organiserad gruppering                              |
| 1888–1895 | saknades                              | Gamla lantmannapartiet                               | Nya lantmannapartiet                                 | Protektionistiska partiet                                 | Minoritetspartiet                                         |
| 1895–1903 | saknades                              | Lantmannapartiet                                     | Lantmannapartiet                                     | Protektionistiska partiet                                 | Minoritetspartiet                                         |
| 1903–1904 | saknades                              | Lantmannapartiet                                     | De moderata reformvännernas grupp                    | Protektionistiska partiet                                 | Minoritetspartiet                                         |
| 1904–1905 | Allmänna valmansförbundet             | Lantmannapartiet                                     | De moderata reformvännernas grupp                    | Protektionistiska partiet                                 | Minoritetspartiet                                         |
| 1905–1906 | Allmänna valmansförbundet             | Lantmannapartiet                                     | De moderata reformvännernas grupp                    | Protektionistiska partiet                                 | Första kammarens moderata parti                           |
| 1906–1910 | Allmänna valmansförbundet             | Lantmannapartiet                                     | Nationella framstegspartiet                          | Protektionistiska partiet                                 | Första kammarens moderata parti                           |
| 1910–1912 | Allmänna valmansförbundet             | Lantmannapartiet                                     | Nationella framstegspartiet                          | Förenade högerpartiet                                     | Första kammarens moderata parti                           |
| 1912–1935 | Allmänna valmansförbundet             | Lantmanna- och Borgarepartiet ("andrakammarshögern") | Lantmanna- och Borgarepartiet ("andrakammarshögern") | Första kammarens nationella parti ("förstakammarshögern") | Första kammarens nationella parti ("förstakammarshögern") |
| 1935–1938 | Allmänna valmansförbundet             | Högerns riksdagsgrupp                                | Högerns riksdagsgrupp                                | Högerns riksdagsgrupp                                     | Högerns riksdagsgrupp                                     |
| 1938–1952 | Högerns riksorganisation              | Högerns riksdagsgrupp                                | Högerns riksdagsgrupp                                | Högerns riksdagsgrupp                                     | Högerns riksdagsgrupp                                     |
| 1952–1969 | Högerns riksorganisation/Högerpartiet | Högerns riksdagsgrupp                                | Högerns riksdagsgrupp                                | Högerns riksdagsgrupp                                     | Högerns riksdagsgrupp                                     |
| 1969–     | Moderata samlingspartiet              | Moderata samlingspartiets riksdagsgrupp              | Moderata samlingspartiets riksdagsgrupp              | Moderata samlingspartiets riksdagsgrupp                   | Moderata samlingspartiets riksdagsgrupp                   |

Ingen organisationsförändring gjordes i samband med enkammarriksdagens införande 1970, eftersom riksdagsgruppen redan var gemensam i de båda kamrar som hade funnits fram till dess.

### Föregångare (1800-talet)
Moderata samlingspartiet kan söka sina rötter i de olika konservativa grupper och partier som fanns i riksdagens båda kammare under 1800-talets andra hälft, såsom Lantmannapartiet i andra kammaren och Protektionistiska partiet i första kammaren. Partierna hade på den tiden inga riksorganisationer utan var sammanslutningar av enskilda riksdagsmän. Bland de konservativa politikerna och opinionsbildarna fanns det en skepsis mot organiserat partiarbete och så länge rösträtten var graderad och folk många gånger röstade på de herremän de kände till från hemlänet, innebar det att riksdagen under de första årtiondena efter ståndsriksdagens avskaffande kom att domineras av brukspatroner, godsägare, ämbetsmän och finansmän.
I första kammaren fanns 1888–1909 Protektionistiska partiet, som 1910 blev Förenade högerpartiet och 1888–1904 Minoritetspartiet som 1905–1909 gick under namnet Första kammarens moderata parti (eller ibland bara Moderata partiet). År 1912 gick dessa samman till Första kammarens nationella parti, som informellt kom att kallas förstakammarshögern och bestod till och med 1934 års riksdag.
Lantmannapartiet bildades i andra kammaren redan vid tvåkammarriksdagens införande 1867 (efter representationsreformen som avskaffade ståndsriksdagen). Initiativtagare var Carl Ifvarsson, Arvid Posse och Emil Key. Under en tid splittrades det i Gamla lantmannapartiet och Nya lantmannapartiet, huvudsakligen på grund av olika åsikter i tullfrågan, men återförenades efter några år. 1903 bildades De moderata reformvännernas grupp som från och med 1906 ersattes av Nationella framstegspartiet. 1912 gick detta samman med Lantmannapartiet och bildade Lantmanna- och Borgarepartiet, informellt kallat andrakammarshögern, som bestod till och med 1934 års riksdag.
Mot slutet av 1800-talet började radikala strömningar göra sig hörda i samhället, liberala organisationer bildades som krävde allmän och lika rösträtt till riksdagen och socialistiska organisationer bildades som krävde bättre villkor för löntagare och i vissa avseenden hade ännu mer omvälvande idéer kring hur samhället skulle utvecklas. Det framstod för de flesta samhällsintresserade människor allt mer som att det bara var en tidsfråga innan ett mer demokratiskt valformat skulle införas i Sverige. Liberaler och socialdemokrater organiserade sig och de konservativa behövde förhålla sig till detta. De mer moderata som Hugo Tamm ansåg att man behövde organisera sig och se till att en utveckling mot rösträtt för fler ändå inte skulle behöva beröva de konservativa idéerna allt inflytande, medan andra, som Christian Lundeberg, ansåg att det var viktigt att slå vakt om den befintliga konstitutionella ordningen. Det tog tid innan de konservativa kunde samla sig på det sättet som vänsterns företrädare kunde göra.

### Bildandet av Allmänna valmansförbundet (1904)

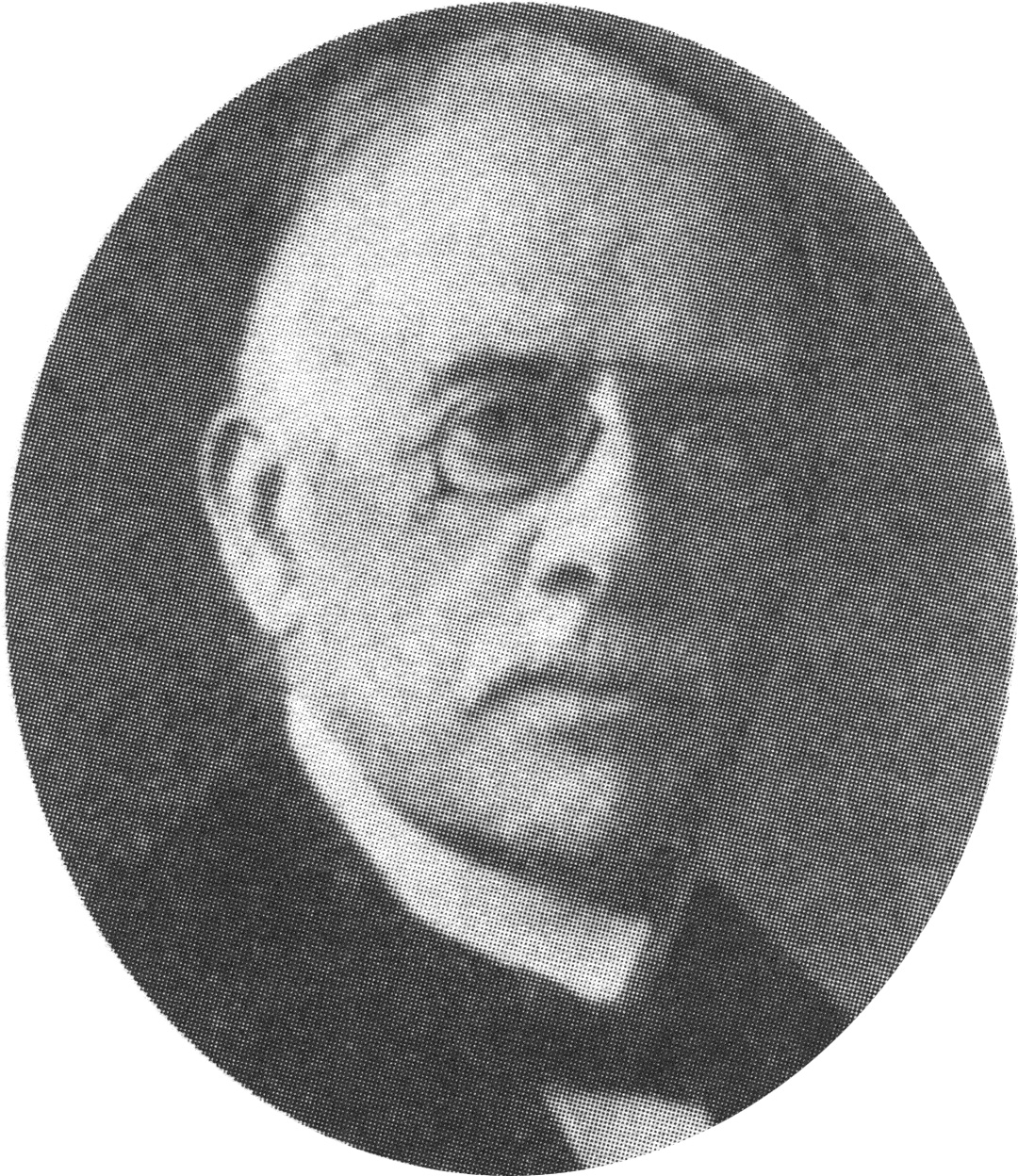
Gustaf Fredrik Östberg, som var den förste partiledaren för Allmänna valmansförbundet.

Allmänna valmansförbundet (AVF) grundades under ett möte 17–18 oktober 1904 på restaurang Runan i Stockholm. Inbjudan hade skickats ut en månad tidigare, och gått till cirka 250 personer, framför allt riksdagsmän och tidningsmän, men också andra personer i samhället som kunde tänkas vara intresserade och kunna bidra till målsättningen att bilda en "sammanslutning mellan de konservativa och moderata elementen i samhället gentemot de radikala grupperna." Avsikten var att skapa en riks- och kampanjorganisation för de högergrupper som redan fanns i riksdagens båda kammare. Till en början fick endast män vara medlemmar i partiet.
Mötet i oktober 1904 öppnades av en av inbjudarna, Hans Andersson i Skivarp, och Axel Svedelius utsågs att leda förhandlingarna. Även om det två dagar långa konstituerande mötet i efterhand kan förmodas ha gått smidigt till, hade det trots allt föregåtts av minst två års förberedande organisationsarbete och agitation från den konservativa pressen. Många av de konservativa riksdagsledamöterna var nämligen individualistiskt lagda och starka personligheter i sig själva, som inte så hemskt gärna ville låta sig inrättas i ledet hos ett parti. Det första partiprogrammet var också kortfattat, som en sammanfattning av saker som man kunde enas om, och bestod av endast 304 ord. I princip talade detta program mer om vad man var mot än vad man var för och ville åstadkomma. En av huvudpunkterna blev namnfrågan, där det uppenbart kompromissartade och närmast opolitiskt klingande Allmänna valmansförbundet till slut blev vad man bestämde sig för, sedan man hade ratat andra namn såsom exempelvis Moderata samlingspartiet. Det 1893 bildade Fosterländska förbundet kan ses som en föregångare till AVF, men hade, kanske just på grund av motviljan bland de tilltänkta medlemmarna att organisera sig, inte överlevt.
Den främste tillskyndaren av bildandet – och som också blev den förste partiledaren - var Gustaf Fredrik Östberg, som ett par år tidigare medverkat till bildandet av Svenska Arbetsgivarföreningen (SAF, idag Svenskt Näringsliv), vars ordförande han också samtidigt var.
Näringslivet kom också att bli en viktig finansieringskälla för partiet under dess första halvsekel, pengarna var nödvändiga men kunde också vara en påfrestning då företagsledarna ofta ville att näringslivsvänliga reformer skulle ske snabbare än vad som var möjligt i politikens ofta tungrodda beslutssystem. Från 1960-talet infördes i stället offentliga partistöd, som ledde till att partiet kunde slippa partibidragen från företag. Partistöd från det offentliga var emellertid problematiskt på ett annat sätt, då politiska partier på det sättet riskerade att bli statliga institutioner, enligt partiledaren Yngve Holmberg 1965. Inflytandet från näringslivet torde dock ha bidragit till att det parti som från början grundades som en uttalat konservativ organisation, redan från början också har haft en tydligt marknadsliberal inriktning. Det är också vid perioder som ekonomiskt liberala idéer har legat i ropet, som partiet har nått sina största framgångar.
Allmänna valmansförbundet var från början endast en gemensam kampanjorganisation för formellt fristående riksdagspartier.

### Unionsupplösning och parlamentarism (1905)

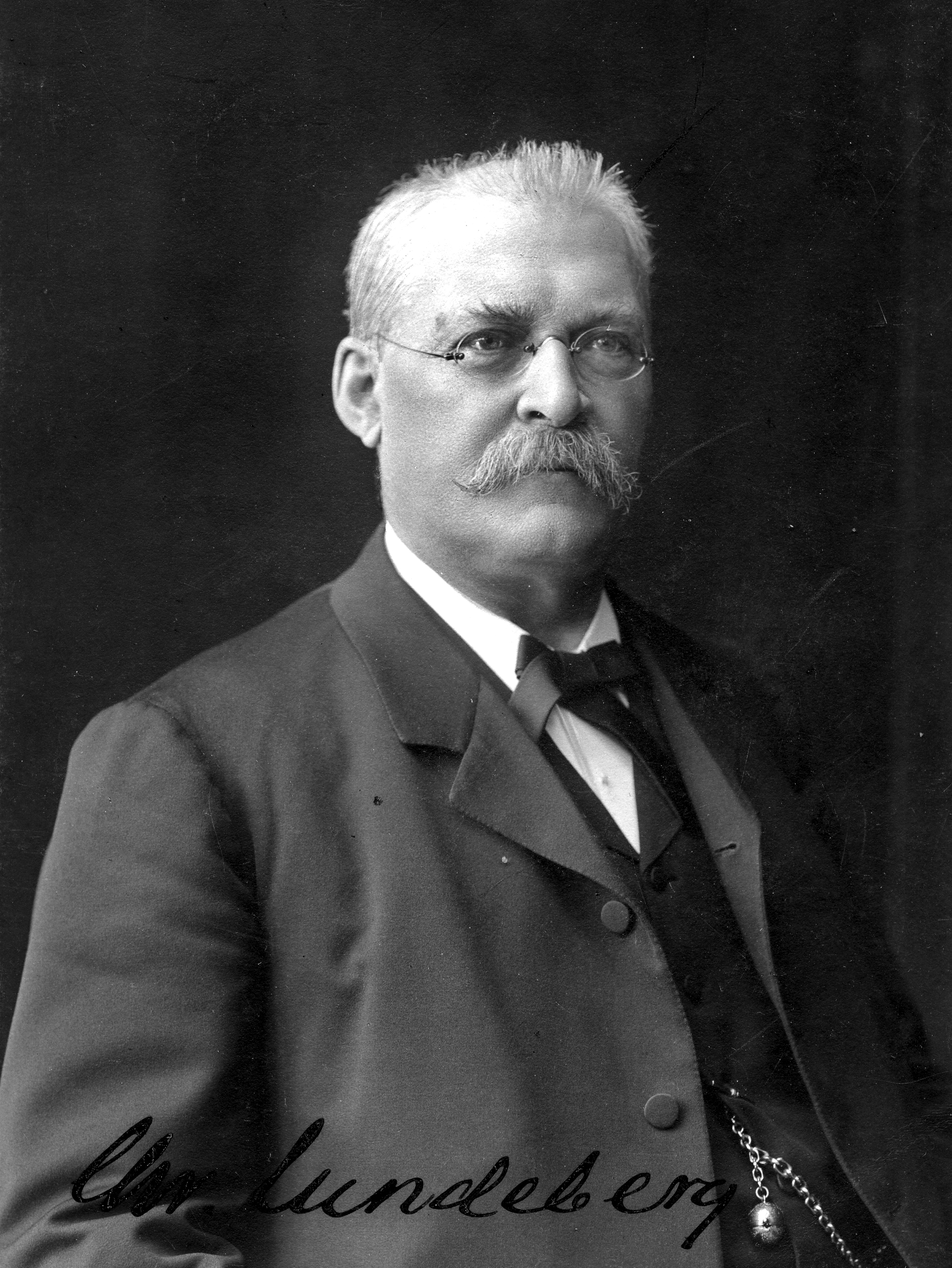
Christian Lundeberg, den förste konservative statsministern.

Under 1800-talet hade statsministern i regel utsetts av kungen personligen. Även om regeringens propositioner behövde få riksdagens stöd, så var regeringen inte beroende av det stödet för att sitta kvar vid makten. Sverige hade alltså inte ett system med parlamentarism. Detta förändrades vid 1900-talets början.
Regeringarna Boström II (1902–1905) och Ramstedt (april–juli 1905) hade misslyckats med att hantera norrmännens allt mer högljudda önskan att upplösa unionen med Sverige. Budet att bilda regering gick då till Christian Lundeberg, som var den ledande personen inom protektionistiska partiet i riksdagens första kammare, ett av de riksdagspartier som samarbetade om Allmänna valmansförbundet. Lundebergs regering var en samlingsregering som följde de parlamentariska grupperna och kan därför sägas ha varit den första parlamentariskt tillsatta regeringen i Sverige. Regeringen avgick dock i november samma år sedan unionsfrågan hade blivit löst och liberalerna hade avböjt fortsatt regeringssamarbete. I stället blev liberalen Karl Staaff ny statsminister, då hans parti hade blivit störst i andrakammarsvalet i september, vilket var ett ännu tydligare steg mot att låta parlamentarism råda.

### Allmän rösträtt och försvarandet av monarkin (1906–1919)
År 1906 lade Karl Staaffs liberala regering med stöd av socialdemokrater en proposition om allmän rösträtt, som bland annat innebar majoritetsval i enmansvalkretsar. Propositionen fälldes i riksdagen av Allmänna valmansförbundet, som ville se proportionella val med lika rösträtt till andra kammaren, men behålla den viktade rösträtten till första kammaren. Första kammaren var ett överhus till en tvåkammarriksdag, indirekt vald genom graderad rösträtt. Statsminister Staaff hade tänkt sig att första kammarens inflytande i praktiken skulle upphöra (genom en konstitutionell praxis som skulle bortse från första kammarens beslut) och politiken bara drivas genom parlamentariska beslut i andra kammaren. Nederlaget i voteringen om detta förslag fick Staaff att lämna sin post. Allmänna valmansförbundets företrädare var vid den här tiden egentligen beredda att stödja ett ökat inslag av allmän rösträtt, men var rädda att majoritetsval i enmansvalkretsar skulle leda till ett tvåpartisystem (som i Storbritannien) där liberaler och socialdemokrater skulle bli de två dominerande krafterna och konservatismen helt röstas bort trots ett ändå relativt starkt stöd bland väljarna. Man ville i stället ha ett proportionellt valsystem.
Allmänna valmansförbundets ledare Arvid Lindman blev statsminister efter Staaffs avgång. Regeringen Lindman drev 1907–1909 igenom en lagändring som införde proportionella val till riksdagens andra kammare enligt den så kallade dubbelproportionalistiska linjen. Regeringen Lindmans reform innebar också att man införde allmän rösträtt för män över 24 år vid andrakammarval. Samtidigt valdes första kammaren fortsatt med graderad rösträtt. Bland andra reformer som infördes under Lindmans regeringsperiod, var progressiv beskattning, som utformades av finansminister Carl Swartz. Regeringen kunde sitta kvar trots tillbakagång i andrakammarsvalet 1908 på grund av fortsatt majoritet i första kammaren, men efter ytterligare tillbakagång i andrakammarsvalet 1911 lämnade högern regeringsmakten och liberalernas Karl Staaff blev statsminister igen. 1913 tillät partiet kvinnor att bli medlemmar.
Försvarsfrågan blev en viktig fråga under de kommande åren, vilket inte minst kom att visa sig vid borggårdskrisen 1914, som ledde till Staaffs avgång som statsminister och att man höll ett extra val till andra kammaren i mars 1914. Även frågan om monarkins roll i statsstyrelsen aktualiserades. Högern drev kampanj för både stärkt försvar och bevarad kungamakt och blev största parti i valet, men statsministerposten hade redan strax före valet gått till den formellt opolitiske Hjalmar Hammarskjöld. Det var emellertid inget som Lindman och hans parti hade något emot, då regeringen uppfattades som mycket kompetent och var konservativt sinnad även om den inte var partianknuten (Hammarskjöld hade varit ecklesiastikminister under Lindman och skulle för övrigt senare komma att bli riksdagsman för högern). Lindman slapp dessutom hantera att hans rival som ledare för högern, förstakammarshögerns ledare Ernst Trygger, blev statsminister. Regeringen Hammarskjöld kom att sitta kvar även efter det ordinarie andrakammarsvalet i september samma år, då det nyligen utbrutna första världskriget fick väljarna att fortsätta stödja högerns försvarsvänliga linje, men avgick 1917 på grund av allt mer ökad kritik från liberaler och socialdemokrater och efterträddes av högermannen Carl Swartz med Arvid Lindman som utrikesminister. Regeringen Swartz satt dock bara i ett halvår fram till valet på hösten.
Efter valet 1917 tillträdde en koalitionsregering bestående av liberalerna och socialdemokraterna, som föreslog allmän och lika rösträtt för män. Förslaget bifölls i första kammaren, men avslogs i riksdagens andra kammare. Många medborgare protesterade. Det blev ett stort tryck på koalitionsregeringen främst från det nybildade Sveriges Socialdemokratiska Vänster (nuvarande Vänsterpartiet) som hotade med revolution. Många medlemmar i Allmänna valmansförbundet började nu även förespråka allmän och lika rösträtt för att undvika samma turbulens man kunde se bland annat i Tyskland, där förlusten i första världskriget 1918 hade lett till revolution och införande av republik. Allmänna valmansförbundet röstade därför år 1918 för allmän och lika rösträtt för alla skattebetalande män och kvinnor över 24 års ålder och som inte mottog fattigvård eller satt fängslade.
Allmänna valmansförbundet försvarade monarkin i Sverige men pressades av liberaler och socialdemokrater som ville införa republik. En kompromiss kom till stånd som medförde att monarkin behölls, men det krävdes att kungens makt inskränktes och att han inte skulle försöka påverka politiken. Kompromissen gjorde kungens roll i stort sett ceremoniell då den ingicks. Dessa förändringar banade flera decennier senare vägen för 1974 års regeringsform.
Internt ledde demokratins genombrott också till att AVF reformerade den egna organisationen. Man antog ett nytt partiprogram 1919, som (förutom vissa tillägg 1934 riktade mot de då högaktuella diktaturströmningarna) kom att vara kvar i princip oförändrat i nästan ett kvartssekel, till 1946. Programmets första punkt tog upp försvaret, man förespråkade sådant som "färre lagar men goda", "uppfostran till självansvar" och hjälp till självhjälp, fri företagsamhet och äganderätt, förenklad förvaltning och sparsamhet med skattepengar och i övrigt slogs bland annat fast stödet för kyrka och kristendom.

### Minoritetsparlamentarism (1919–1933)

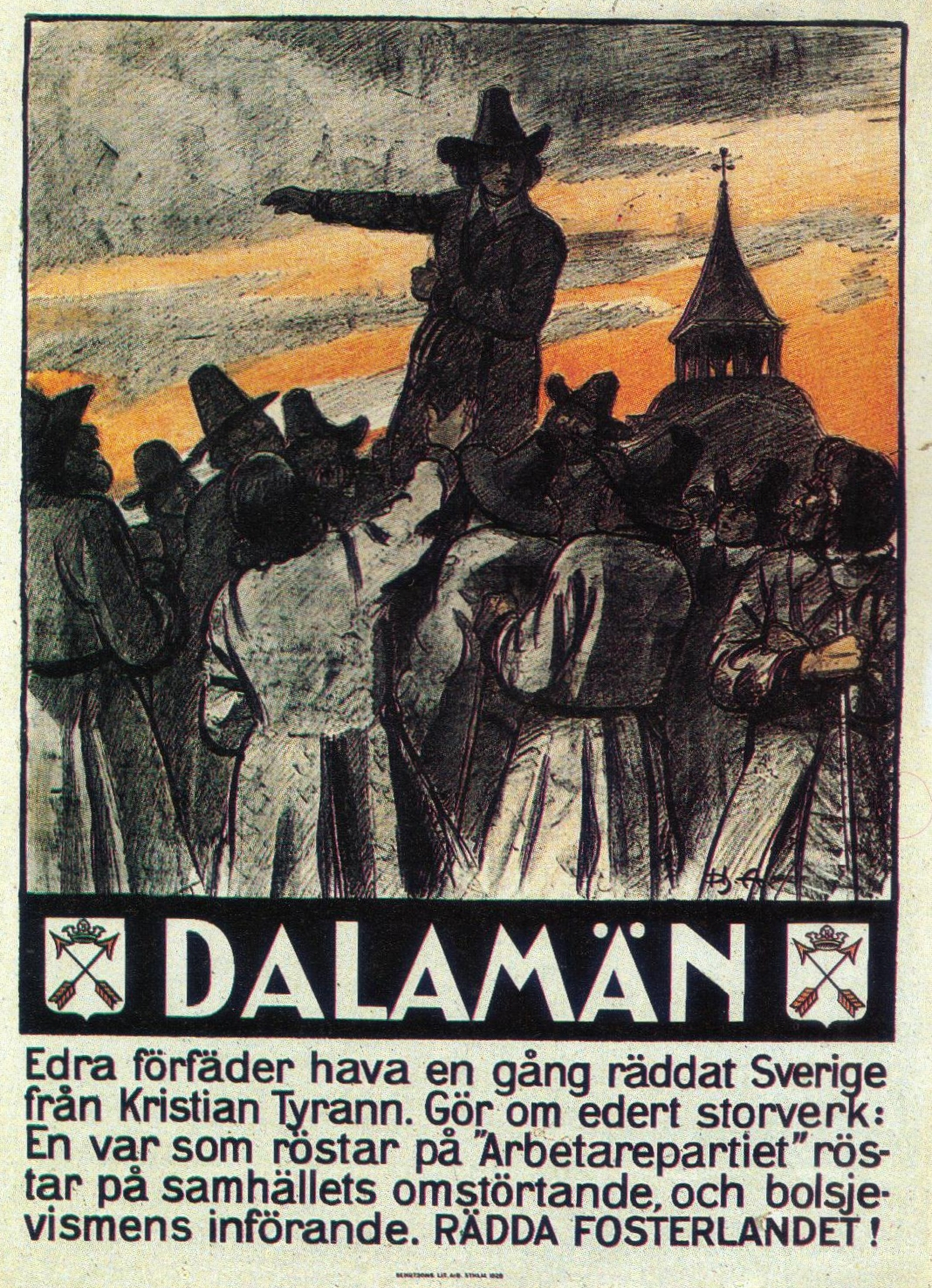
En av SNU:s valaffischer som indirekt uppmanade väljarna att rösta på AVF i Kosackvalet 1928.

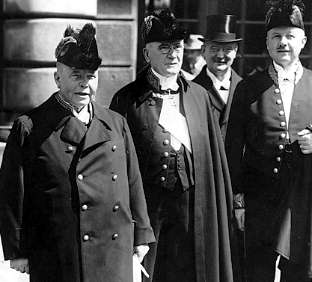
Arvid Lindman (till vänster) på Slottets borggård vid sin andra regerings tillträde 1928 i sällskap av statsrådskollegerna Ernst Trygger, Claes Lindskog och Sven Lübeck. Detta var den sista regeringen i Sverige som bar statsrådsuniform.

Under den allmänna rösträttens första tid, kom regeringsskiftena att ske ofta. Inga egentliga politiska block fanns och ingen kunde bilda någon stabil majoritetsregering. I stället blev detta en tid då regeringsbildare ofta utsågs mer utifrån vem som hade gått framåt i det senaste valet eller röstat ner en regerings förslag vid votering i riksdagen så att regeringen känt sig tvungen att avgå. Allmänna valmansförbundet kom under den här perioden att bilda regering ett par gånger. Således var förstakammarhögerns ledare Ernst Trygger statsminister 1923–1924 och Arvid Lindman återkom som statsminister 1928–1930.
När kvinnor fick rösträtt 1921, blev de samtidigt valbara. Den första högerkvinnan i andra kammaren blev sjuksköterskan Bertha Wellin från Stockholm, som från 1921 och framåt under många år var högerns enda kvinna i riksdagen.
Regeringen Trygger tillträdde i april 1923 sedan den socialdemokratiska regeringens politik kring arbetslöshetsunderstöd hade fallit i första kammaren och Hjalmar Branting därför avgått som statsminister. Eftersom det var första kammaren som hade fällt regeringen och Ernst Trygger var ledare för förstakammarshögern, gick budet att bilda regering till honom. Inte bara högern utan även liberalerna hade röstat emot socialdemokraternas proposition, men liberalerna ville inte delta i en koalition så Tryggers regering blev en ren högerregering med inslag av opolitiska statsråd. Andrakammarshögerns ledare Arvid Lindman blev inte statsråd. Som statsminister sökte Trygger bland annat lösa försvarsfrågan, som var viktig för partiet. Regeringen satt kvar fram till andrakammarvalet 1924, som ledde till en måttlig framgång för högern men inte tillräckligt för att den rimligen skulle sitta kvar.
Andrakammarvalet 1928 kom att kallas "kosackvalet" till följd av de valaffischer från högern som varnade för att en röst på Arbetarepartiet, som var ett valteknisk samarbete mellan socialdemokrater och kommunister, kunde leda till en diktatur av sovjetiskt slag. Sveriges kommunistiska parti var på den tiden anslutet till den internationella kommunistiska organisationen Kommunistiska internationalen (Komintern) och enligt internationalens stadgar skyldigt att lyda direktiv från Moskva. De mest uppseendeväckande affischerna var egentligen inte Allmänna valmansförbundets, utan hade tagits fram av Sveriges Nationella Ungdomsförbund (SNU), som organisatoriskt var fristående från partiet även om det i praktiken fungerade som dess ungdomsförbund. Valet ledde till en framgång för högern och även om det inte räckte till majoritet eller ens till att partiet blev störst, så gick budet att bilda regering till Arvid Lindman. Sjutton år efter sin avgång som statsminister, kunde han nu bli statsminister på nytt. Ernst Trygger blev utrikesminister; för första gången deltog Lindman och Trygger i samma regering. Regeringen Lindman II avgick dock 1930 efter nederlag i riksdagsvoteringar om jordbrukspolitiken, där regeringens förslag om ökat tullskydd inte fann riksdagens gillande. Det skulle visa sig dröja till 1991, innan partiet åter kunde besätta posten som statsminister.

### Nazism och partisplittring (1933–1939)
Från och med Hitlers maktövertagande 1933 och början av 1934 följde en splittring i partiet med bakgrund i olika hållningar gentemot nazismen. Partiets fristående ungdomsförbund Sveriges Nationella Ungdomsförbund hade under en tid uppvisat dragningar mot nazismen. Förbundet organiserade uniformerade "kampgrupper", något som väckte mycket negativa reaktioner i moderpartiet. Partiledaren Arvid Lindman markerade vid samma tid mycket kraftigt mot nazismen i Tyskland och Sverige. Lindman var nationalist, men en svensk nationalist; den extremistiska tyska nationalsocialismen som förespråkade republik och diktatur och som såg negativt på kristendomen, kunde enligt Lindman inte förenas med svensk tradition och svenskt kynne, i vilket låg frihetslängtan och en samverkan mellan folket och kungamakten. Partiet bröt allt samarbete med ungdomsförbundet 1934, och lät i stället bilda ett nytt, som fick namnet Ungsvenskarna (nuvarande Moderata ungdomsförbundet).
Arvid Lindman avgick som partiledare 1935 och efterträddes av Gösta Bagge. Bagge vann partiledarvoteringen mot Ivar Anderson, som i stället blev vice ordförande för andrakammarshögern. Högergrupperna i riksdagens båda kammare, Första kammarens nationella parti och Lantmanna- och Borgarepartiet, gick formellt samman till en gemensam grupp från och med 1935 års riksdag, och tog därmed namnet Högerns riksdagsgrupp. Några år senare, 1938, bytte Allmänna valmansförbundet namn till Högerns riksorganisation.
På 1930-talet använde Högern namnet Svensk samling på sina valaffischer.

### Samlingsregering (1939–1945)
På grund av det spända internationella läget under andra världskriget, bildades en samlingsregering 1939 som Högerpartiet ingick i. Högermän besatte bland annat posterna som ecklesiastikminister, handelsminister (1939–1941) och kommunikationsminister (1944–1945).

### Opposition (1945–1976)
Efter samlingsregeringens upplösning skulle det dröja drygt 30 år innan partiet ingick i regeringen igen. I slutet av fyrtiotalet drabbades partiet av flera valförluster. Partiledaren Gösta Bagge avgick 1944 och lämnade över till Fritiof Domö, som sedan år 1950 lämnade över till den yngre och dynamiske Jarl Hjalmarson. På femtiotalet kom partiet att återhämta sig, även om det ledande borgerliga partiet vid denna tidpunkt var Folkpartiet och deras ledare Bertil Ohlin.
En av de viktigaste händelserna i partiets utveckling under denna tid var tillkomsten 1946 av moderaternas första handlingsprogram, Frihet och Framsteg, som markerade partiets slutgiltiga uppslutning kring den moderna välfärdsstaten.

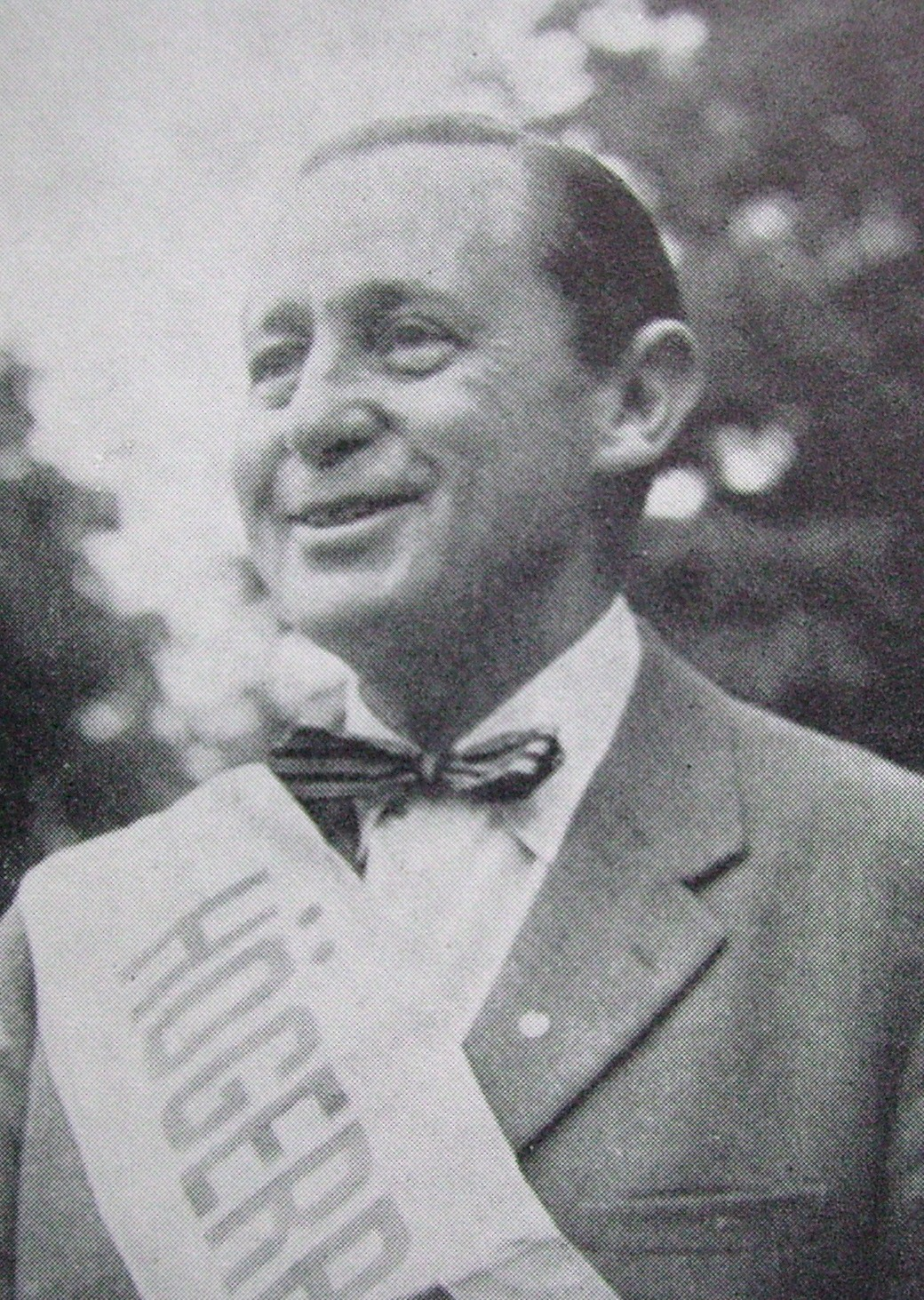
Jarl Hjalmarson, högerledare 1950–1961.

Några av Hjalmarsons bidrag till partiets utveckling var att lyfta fram ett alternativ till den socialdemokratiska välfärdsstaten, en vision som kom att kallas för ”ägardemokrati”. Tanken var att staten skulle hjälpa alla medborgare till någon form av ägande, framförallt ett eget hus, eller åtminstone en slant på banken. Genom att på detta sätt underlätta förmögenhetsbildningen även hos vanligt folk, dem Hjalmarson kallade för ”vardagsmänniskan”.
Framgångarna för Hjalmarson (och i hög grad partisekreteraren, Gunnar Svärd, som hade stor betydelse för moderniseringen av partiet) bröts vid valet 1960. En av förklaringarna till motgången var att Högerpartiet praktiserat en ”kärv linje” med nedskärningar och skattesänkningar som huvudsaklig profil, exempelvis krävdes avskaffat stöd till skolmåltider, slopat första barnbidrag och lägre anslag till kommunerna.
Efter en del interna stridigheter valde Hjalmarson att avgå 1961 och istället valdes Gunnar Heckscher till ny partiledare efter en omröstning där Heckscher utmanats av Leif Cassel. Ett av den nye partiledaren Heckschers bidrag till högerns utveckling var att han tidigt kom att förespråka ett närmande till Västeuropa och ett svenskt medlemskap i EEG. 
Heckscher var också en ivrig förespråkare av borgerlig samling. Denna strategi mötte dock internt motstånd, och valframgångarna uteblev också. Sedan Gunnar Heckscher avsatts som partiledare 1965 togs posten över av partisekreteraren Yngve Holmberg. Under dennes tid som partiledare kom partiet att moderniseras ytterligare, exempelvis användes medieträning, partiernas kandidater fick agera mer utåtriktat och mer lättsamma partievenemang som ”Yngves runda bord” där väljare fick fika med partiledaren genomfördes, samt omtalade grisfester. I januari 1969 bytte partiet namn från Högerpartiet till Moderata samlingspartiet.
Perioden präglades också av inre ideologiska motsättningar, ofta sammanfattade under beteckningarna ”ljusblå” och ”mörkblå”. De ljusblå kännetecknades av en stor vilja till borgerlig samling även till priset att det egna partiet tvingades tona ner sin profil, medan de mörkblå önskade driva en rak och tydlig ideologisk linje mot ökat statligt engagemang, för lägre skatter och allmän sparsamhet, det som kallats ”den kärva linjen”, för att på sikt vinna väljarnas förtroende. 
Högerkvinnan Ella Tengbom-Velander blev kommunalråd i Helsingborgs stad 1967, hon var den första kvinnan på en sådan post i Sverige.
Partiets valresultat fortsatte att rasa till ett rekordlågt 11,5 procent i valet 1970. Dessutom var den ekonomiska situationen för partiet katastrofal. Problemen resulterade i att den sittande partiledaren Yngve Holmberg avsattes efter en dramatisk omröstning vid en extra partistämma i Farsta den 14 november 1970. Utmanaren Gösta Bohman valdes till ny partiledare med 132 röster mot Holmbergs 82.

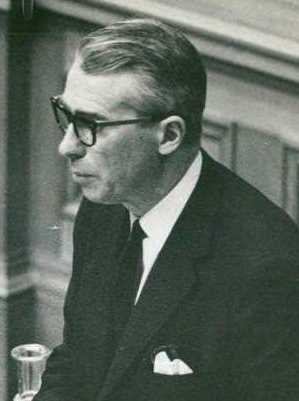
Gösta Bohman, partiledare 1970–1981.

Under Gösta Bohman vände den nedåtgående trenden. Den nye partiledaren drev både en skarp kritik mot den socialdemokratiska regeringen och medverkade till en borgerlig samling. Exempelvis hävdade Gösta Bohman i boken ”Tankar om mitt Sverige” att socialdemokratin övergivit Per Albin Hanssons samarbetspolitik för en konfrontativ vänsterlinje. Den moderata profileringen kombinerades samtidigt med ett ökat borgerligt samarbete. 1971 kunde de tre borgerliga partiledarna för Moderaterna, Centerpartiet och Folkpartiet för första gången någonsin ge en gemensam presskonferens.
Satsningen gav resultat. Valet 1973 blev det första av fyra raka riksdagsval där Moderaterna ökade sitt väljarstöd. Totalt sett resulterade valet i 175 mandat för vardera blocket och det som kallats jämviktsriksdagen. Viktiga frågor fick avgöras med hjälp av lottdragning. 

### Regeringsparti (1976–1981)
Valet 1976 resulterade i en borgerlig majoritet i riksdagen för första gången på 44 år och centerpartisten Thorbjörn Fälldins regering bildades, där Moderaterna fick poster som ekonomiminister och försvarsminister.
Regeringen föll 1978 på kärnkraftsfrågan, där Moderaterna och Folkpartiet var för en fortsatt utbyggnad och centern emot. Folkpartiet bildade egen minoritetsregering utan Moderaterna och Centerpartiet. Regeringsbildare blev folkpartiets partiledare Ola Ullsten. Moderaterna såg regeringen Ullsten som ett svek mot trepartiöverenskommelsen och röstade mot. I det efterkommande valet 1979 fick det borgerliga blocket återigen majoritet, och en ny trepartiregering med Fälldin som statsminister bildades. Motsättningarna inom energipolitiken hade lösts ut genom att det beslutats att en folkomröstning om kärnkraftsfrågan skulle hållas 1980. Moderaterna gjorde 1979 ett succéval och ökade från 15,6 till 20,3 procent, det bästa resultatet sedan 1932. Partiet gick i detta val om Centerpartiet i väljarstöd och blev det största borgerliga partiet, vilket man varit alltsedan dess.
Gösta Bohmans ideologiska profil kom under hans partiledarskap att gradvis bli allt mer liberalt profilerad. I ett klassiskt tal som Bohman höll i Uppsala 1980 talade han om ”en liberal revolt": 
| ” | Det är dags att gå till offensiven för en liberalisering av det svenska samhället. En liberalisering i ordets egentliga mening. En liberalisering utan sådana förtecken som legitimerar förbuds- och kontrollåtgärder på områden där människorna själva måste kunna ta ansvar. | „ |
| – | |   |

Talet kom att tillsammans med andra ideologiska förskjutningar inom Moderaterna att stimulera en diskussion om partiet här övergav sin konservativa hållning för liberalismen. Den officiella partibeteckningen är dock sedan denna tid ”liberalkonservatism”.
Trepartiregeringen föll våren 1981 på skattefrågan, när Moderaterna lämnade regeringen i protest mot en skatteuppgörelse som de två andra partierna träffat med Socialdemokraterna under ”den underbara natten”. Samma år avgick Gösta Bohman och lämnade över partiledarskapet till Ulf Adelsohn.

### Ny ideologi (1981–1991)

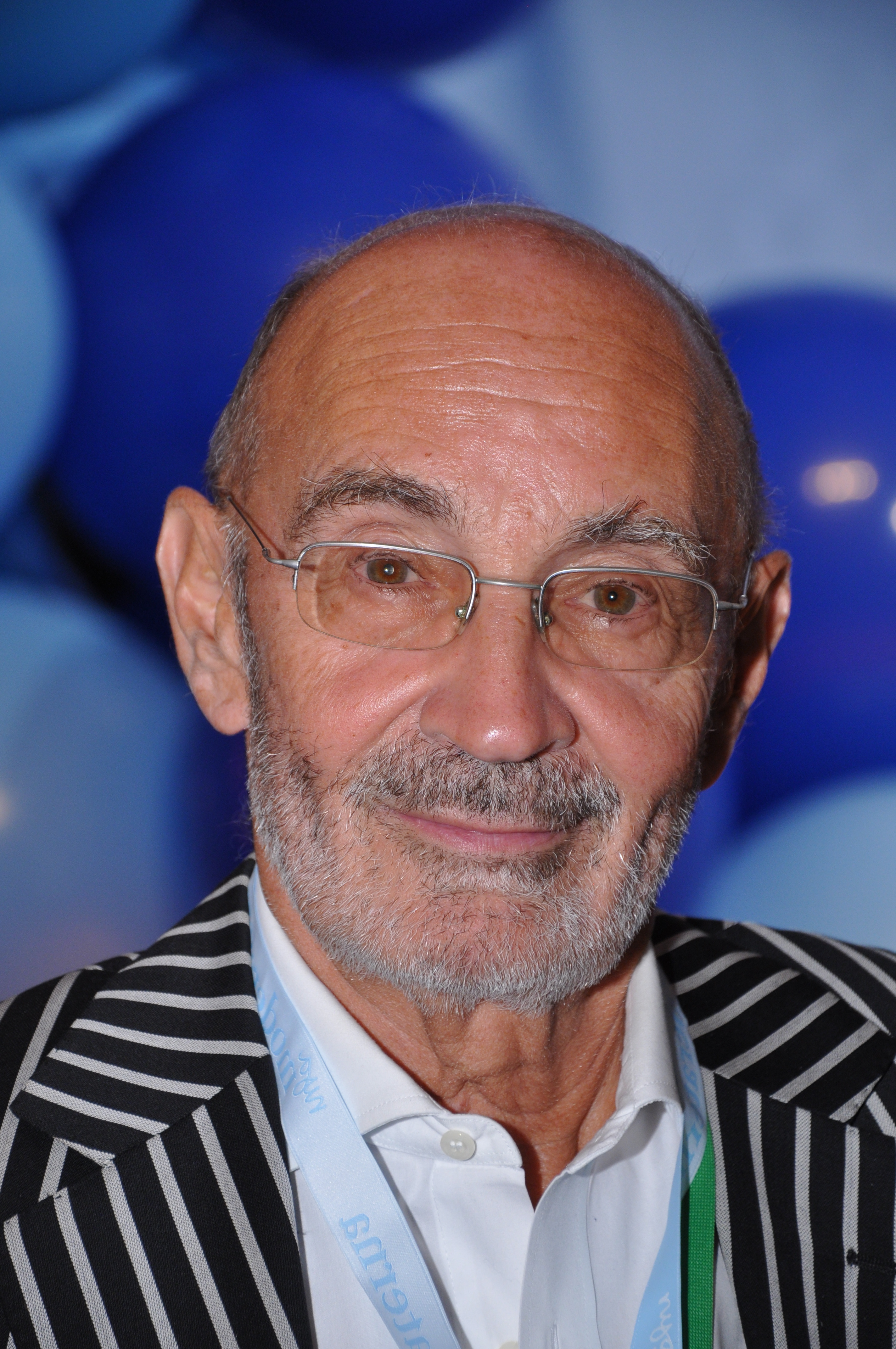
Ulf Adelsohn (2011), partiledare 1981–1986.
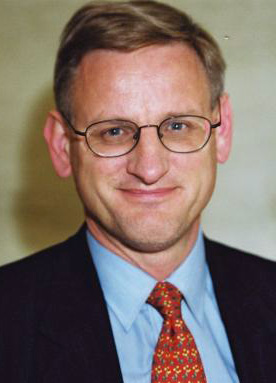
Carl Bildt (2001), partiledare 1986–1999.
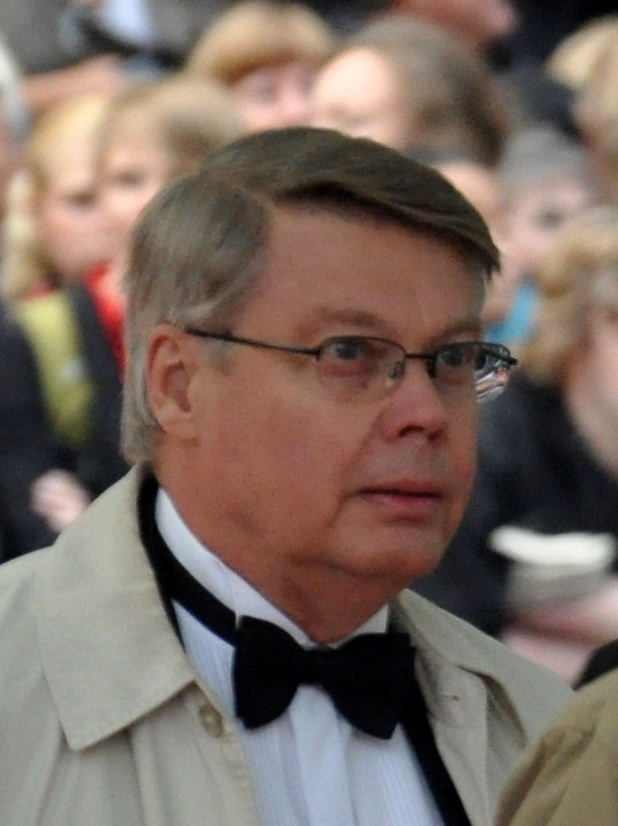
Bo Lundgren, partiledare 1999–2003.

Under 1980-talet var Moderaternas politik påverkad av marknadsliberala idéer inom ekonomi-, närings- och skattepolitik.
Ulf Adelsohn, som hade en bakgrund som finansborgarråd i Stockholm, valdes till partiledare för Moderaterna år 1981. Vid riksdagsvalet 1982 fick partiet 23,6 procent av rösterna – det högsta valresultatet sedan år 1928. Trots detta återtog Socialdemokraterna regeringsmakten. Efter förlustvalet 1985 avgick Adelsohn som partiledare 1986 och ersattes av Carl Bildt. Bildts första val som partiledare, riksdagsvalet 1988, blev dock ingen framgång för partiet. 

### Regeringsmakt (1991–1994)
Inför nästa val år 1991 bildade Moderaterna en allians med Folkpartiet under parollen "Ny start för Sverige". Valresultatet var med 21,9 procent Moderaternas näst bästa sedan andra världskriget och Carl Bildt bildade en borgerlig fyrpartiregering. Efter två förlustval, 1994 och 1998 avgick Bildt som partiledare.
En stor politisk framgång för Moderaterna under Bildts partiledartid var att Sverige gick med i Europeiska unionen (EU) efter en folkomröstning 1994.

### Opposition ochNya moderaterna(1994–2006)

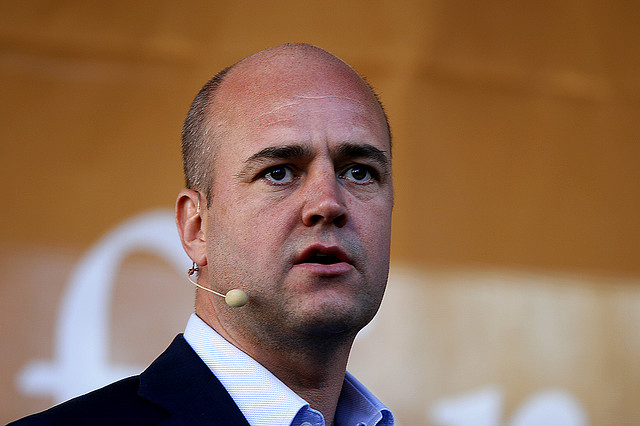
Fredrik Reinfeldt, partiledare 2003–2015 och statsminister 2006–2014.

Bildt efterträddes 1999 som partiledare av Bo Lundgren, som hade varit skatteminister 1991–1994. Partiet gjorde ett katastrofval 2002 med 15,26 procent av rösterna i riksdagsvalet. Efter valet ledde Lundgren en förnyelse av partiet där stora delar av de äldre medarbetarna byttes ut mot en yngre generation. Dåliga opinionssiffror fick så småningom Lundgren att meddela sin avgång som partiledare, och han efterträddes i oktober 2003 av Fredrik Reinfeldt. Denne genomförde förändringar av politiken och lanserade de "nya moderaterna" på partiets arbetsstämma 2005 i Örebro, och partiet sade sig fokusera på frågorna:
- "Det skall löna sig att arbeta"
- "Satsningar på välfärden", främst skola, vård och omsorg
- "Nolltolerans mot brott"

Moderaterna skapade 2004 tillsammans med de tre andra borgerliga riksdagspartierna (Centerpartiet, Folkpartiet och Kristdemokraterna) ett fördjupat borgerligt samarbete inför det kommande riksdagsvalet, vilket fick namnet Allians för Sverige (sedermera Alliansen). 

### Alliansregering (2006–2014)
I riksdagsvalet 2006 fick Moderaterna 26,23 procent av rösterna; partiets bästa valresultat sedan 1928. Allianspartierna nådde majoritet i riksdagen och Fredrik Reinfeldt blev statsminister i regeringen Reinfeldt, där Moderaterna besatte hälften av ministerposterna.
Ministeraffären vid tillsättandet av regeringen Reinfeldt 2006 inträffade den första veckan i då ett antal statsråd blev anklagade för att inte ha betalat tv-licens, ha anlitat svart arbetskraft och att ha ägnat sig åt avancerad skatteplanering. Detta ledde till att såväl handelsminister Maria Borelius som kulturminister Cecilia Stegö Chilò avgick ur regeringen.
I valet till Europaparlamentet den 7 juni 2009 erhöll Moderaterna 18,83 procent av rösterna. Detta var en knapp ökning i förhållande till Europaparlamentsvalet 2004 då partiet fick 18,25 procent, men en minskning jämfört med 2006 års riksdagsval.
Efter riksdagsvalet 2006 rasade Moderaterna i opinionen. Mellan 2006 och 2008 fick Moderaterna konstant ungefär 20–24 procent i opinionsmätningarna. Åren 2009–2010 gick Moderaterna kraftigt fram i opinionen (främst på de mindre borgerliga partiernas bekostnad), med kulmen under sommaren 2010 då partiet i de flesta mätningar befann sig över 30-procentsgränsen.
I riksdagsvalet 2010 fick Moderaterna 30,06 procent av rösterna och gick därmed fram med 3,83 procentenheter jämfört med valet 2006. Valresultatet var det högsta för Moderaterna i ett riksdagsval sedan den allmänna rösträttens införande 1921. Trots att övriga borgerliga partiers backade, förblev Alliansen det största blocket i riksdagen, dock utan majoritet. De rödgröna backade som helhet och fick 43,60 procent. Den förlorade borgerliga riksdagsmajoriteten berodde främst på att Sverigedemokraterna fick 20 mandat i riksdagen. Regeringen Reinfeldt fortsatte efter valet som minoritetsregering.

### Opposition (2014–2022)

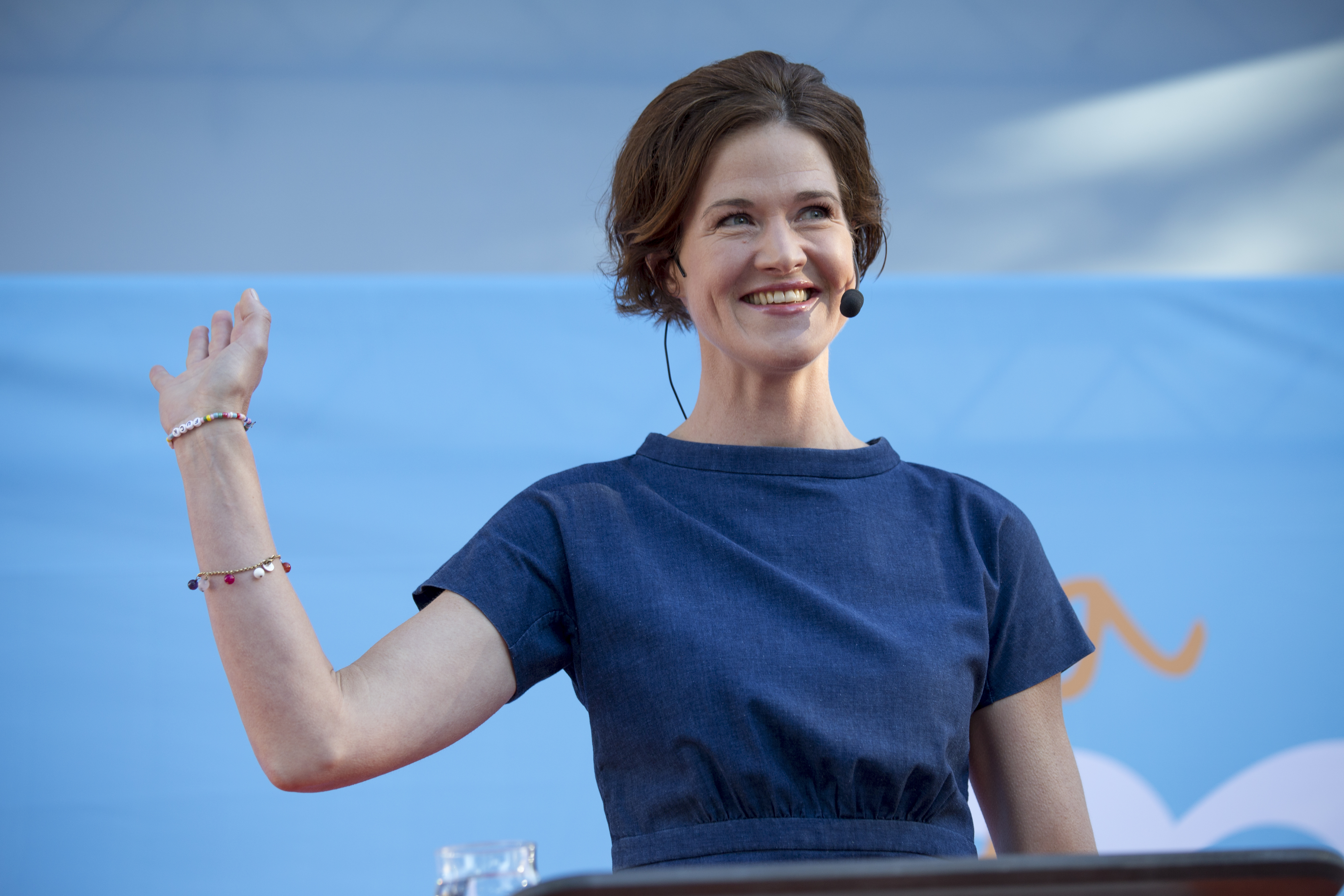
Anna Kinberg Batra, partiledare 2015–2017.

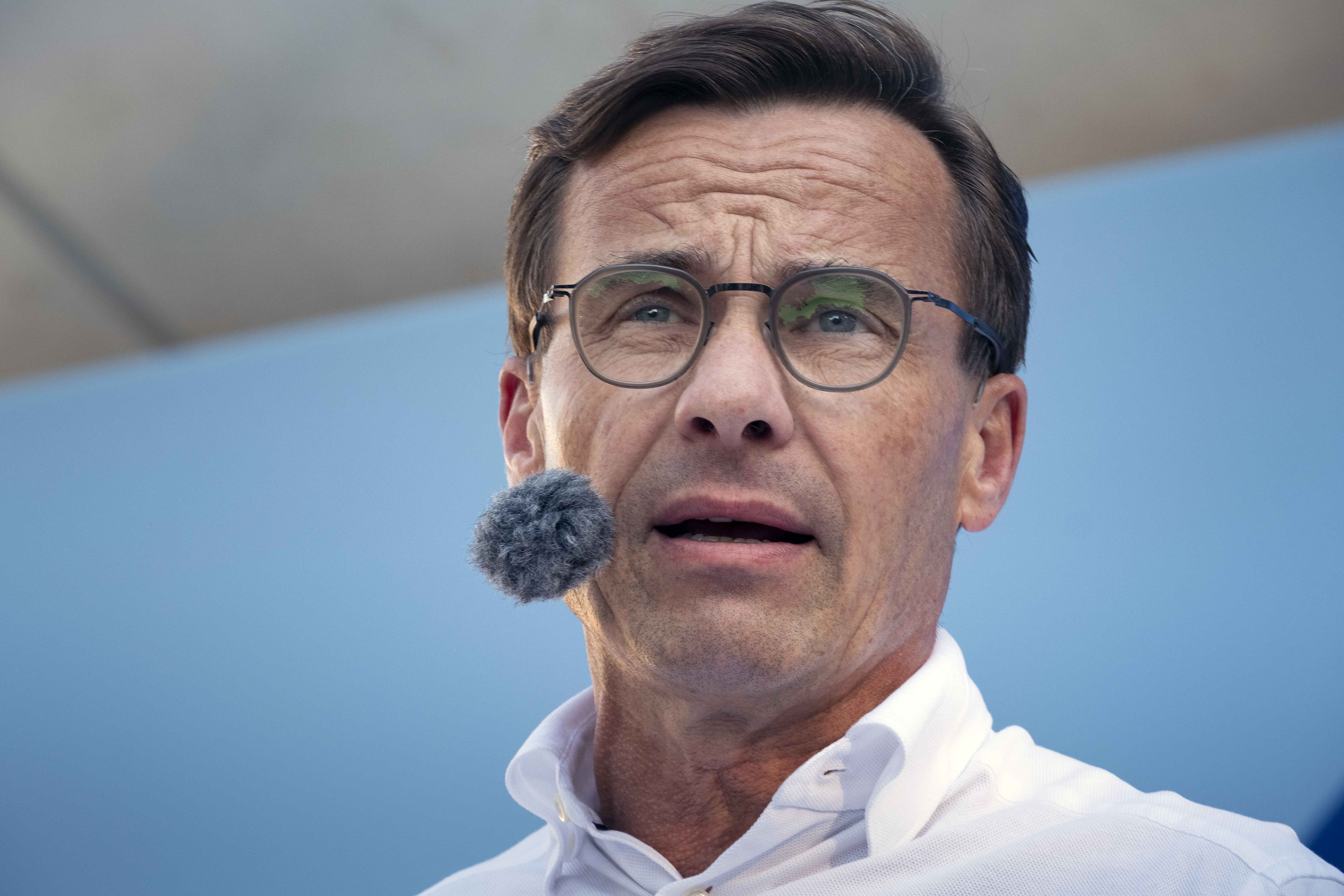
Ulf Kristersson, partiledare sedan 2017.

Riksdagsvalet 2014 blev ett nederlag för Moderaterna som fick 23,33 procent av rösterna. Valresultatet ledde till att Alliansen med Moderaterna i spetsen förlorade makten och att Fredrik Reinfeldt avgick som statsminister och partiledare.
Den 10 januari 2015 valdes Anna Kinberg Batra till ny partiledare för Moderaterna på en extrastämma, och blev därmed partiets första kvinnliga partiledare.
Den 1 oktober 2017 valdes Ulf Kristersson till ny partiledare av partistämman, efter att Anna Kinberg Batra uttalat att hon inte längre ville leda partiet. I riksdagsvalet 2018 tappade Moderaterna ytterligare och fick 19,84 procent av rösterna. Efter en lång och uppslitande process för att bilda regering drog Ulf Kristersson och Moderaterna till slut det kortaste strået, då Centerpartiet och Liberalerna valde att stödja socialdemokraten Stefan Löfven som statsminister. Efter detta menade Ulf Kristersson och Kristdemokraternas partiledare Ebba Busch att Alliansen inte längre existerade på nationell nivå.
Efter valet 2018 fokuserade Moderaterna arbetet på att vara ett aktivt oppositionsparti och på att vidareutveckla politiken. En arbetsgrupp tillsattes 1 april 2019 för att ta fram ett nytt idéprogram. I arbetsgruppen ingick bland andra Christofer Fjellner och Alice Teodorescu. Det nya förslaget till idéprogram presenterades hösten 2020. Från 2019 öppnade Moderaterna för att samarbeta med Sverigedemokraterna, som man tidigare tagit kraftigt avstånd ifrån. Hösten 2021 gick det nya högerblocket (Moderaterna, Kristdemokraterna, Liberalerna och Sverigedemokraterna) fram med ett gemensamt förslag till statsbudget, vilket röstades igenom av riksdagen.

### Minoritetsregering (2022–)
I riksdagsvalet 2022 backade Moderaterna till 19,1 procent men högerblocket vann totalt tack vare framgångar för Sverigedemokraterna. Med stöd av Sverigedemokraterna bildade Moderaterna, Liberalerna och Kristdemokraterna en minoritsregering med Ulf Kristersson som statsminister.

## Organisation

### Partisymbol

Moderaternas partisymbol

Som partisymbol har Moderaterna har ett blått "M" med fem små cirklar vid ändarna.

### Partiledare
| Bild | Namn                               | Ledartid                      | Regeringsuppdrag                                                                     | Ref.                                      |
| ---- | ---------------------------------- | ----------------------------- | ------------------------------------------------------------------------------------ | ----------------------------------------- |
|      | Gustaf Fredrik Östberg (1847–1924) | 1904–1905 1908–1912           |                                                                                      | [ 75 ] [ 76 ] [ 77 ] [ 78 ]               |
|      | Hugo Tamm (1839–1907)              | 1907                          |                                                                                      | [ 79 ]                                    |
|      | Arvid Lindman (1862–1936)          | 1912–1916 1919–1920 1924–1935 | Statsminister 1906–1911 & 1928–1930 Utrikesminister 1917                             | [ 80 ] [ 81 ] [ 82 ] [ 83 ] [ 84 ] [ 85 ] |
|      | Olof Jonsson i Hov (1839–1930)     | 1917                          |                                                                                      | [ 86 ] [ 87 ]                             |
|      | Carl Hallendorff (1869–1929)       | 1922                          |                                                                                      | [ 88 ]                                    |
|      | Gösta Bagge (1882–1951)            | 1935–1944                     | Ecklesiastikminister 1939–1944                                                       |                                           |
|      | Fritiof Domö (1889–1961)           | 1944–1950                     | Handelsminister 1939–1941 Bränsleminister 1941–1944 Kommunikationsminister 1944–1945 |                                           |
|      | Jarl Hjalmarson (1904–1993)        | 1950–1961                     |                                                                                      |                                           |
|      | Gunnar Heckscher (1909–1987)       | 1961–1965                     |                                                                                      |                                           |
|      | Yngve Holmberg (1925–2011)         | 1965–1970                     |                                                                                      |                                           |
|      | Gösta Bohman (1911–1997)           | 1970–1981                     | Ekonomiminister 1976–1978, 1979–1981                                                 |                                           |
|      | Ulf Adelsohn (1941–)               | 1981–1986                     | Kommunikationsminister 1979–1981                                                     |                                           |
|      | Carl Bildt (1949–)                 | 1986–1999                     | Statsminister 1991–1994 Utrikesminister 2006–2014                                    |                                           |
|      | Bo Lundgren (1947–)                | 1999–2003                     | Skatteminister 1991–1994                                                             |                                           |
|      | Fredrik Reinfeldt (1965–)          | 2003–2015                     | Statsminister 2006–2014                                                              |                                           |
|      | Anna Kinberg Batra (1970–)         | 2015–2017                     |                                                                                      |                                           |
|      | Ulf Kristersson (1963–)            | 2017–                         | Socialförsäkringsminister 2010–2014 Statsminister 2022–                              |                                           |

### Partisekreterare

#### Riksombudsmän, 1909–1965
| Gustaf Gustafsson | 1909–1913 |
| Karl Hammarberg   | 1913–1915 |
| Jonas Folcker     | 1915–1920 |
| Lennart Kolmodin  | 1920–1949 |
| Nils Hellström    | 1949–1965 |

#### Partisekreterare, sedan 1949
| Gunnar Svärd       | 1949–1961 |
| Yngve Holmberg     | 1961–1965 |
| Sam Nilsson        | 1965–1969 |
| Bertil af Ugglas   | 1969–1974 |
| Lars Tobisson      | 1974–1981 |
| Georg Danell       | 1981–1986 |
| Per Unckel         | 1986–1991 |
| Gunnar Hökmark     | 1991–1999 |
| Johnny Magnusson   | 1999–2002 |
| Sven-Otto Littorin | 2003–2006 |
| Per Schlingmann    | 2006–2010 |
| Sofia Arkelsten    | 2010–2012 |
| Kent Persson       | 2012–2015 |
| Tomas Tobé         | 2015–2017 |
| Anders Edholm      | 2017–2017 |
| Gunnar Strömmer    | 2017–2022 |
| Karin Enström      | 2022–     |

### Partistyrelse
Partiets nuvarande (2023) partistyrelse består av: 
- Ulf Kristersson, 2017–, partiordförande sedan 2017
- Elisabeth Svantesson, 2015–, 1:e vice partiordförande sedan 2019
- Anna Tenje, 2015–, 2:e vice partiordförande sedan 2019
- Christofer Fjellner, 2007–
- Johan Forssell, 2019–
- Linda Frohm, 2015–
- Mats Green, 2019–
- Marith Hesse, 2023–
- Lars Holmin, 2019–
- Stina Höök, 2019–
- Maria Malmer Stenergard 2021–
- Helena Nanne, 2023–
- Gunnar Strömmer, 2023–, även 2015–2017[92]
- Iréne Svenonius, 2019–
- Douglas Thor (MUF), 2022–
- Josefin Malmqvist (MQ), 2019–
- Tobias Björk (ÖM), 2023–[93]
- Margareta Pålsson (MSS), 2017–

### Finanser
Fördelning av Moderaternas intäkter 2021
|  | Försäljning och lotterier (7 %) |

|  | Statligt partistöd (70 %) |

|  | Övriga intäkter (1 %) |

|  | Medlemsavgifter (3 %) |

|  | Donationer (17 %) |

Moderaterna får sin största intäkt (70 %) från det statliga partistödet.

## Samverkande organisationer

### Ungdomar
- Moderata ungdomsförbundet (MUF) med underorganisationen Moderat skolungdom (MSU), och Moderata Studenter (MST).
- Fria Moderata Studentförbundet (FMSF) är en fristående organisation som har personella kopplingar till partiet.

### Kvinnor
- Moderatkvinnorna

### Övriga grupperingar
- Moderata Samlingspartiets Seniorer (MSS)
- Öppna Moderater - Moderaternas HBTQ-förbund
- Borgerligt alternativ är en nomineringsgrupp för vilken många moderater kandiderar i val till Svenska kyrkans beslutande organ.
- Företagarrådet är Moderaternas företagarråd, där moderater och lokala företagare tillsammans jobbar för ett bättre företagsklimat. 2017 fanns över 110 företagarråd runt om i Sverige. Rådet inrättades av Moderaternas partistyrelse under 2016.

### Utbildning
Medborgarskolan är ett studieförbund med band till Moderaterna.

### Stiftelser
Jarl Hjalmarsonstiftelsen är en fristående stiftelse som fungerar som moderaternas kanal för demokratibistånd.

### Media
Moderata samlingspartiet äger tidningen Medborgaren. Det finns också ett antal tidningar som inte ägs av partiet men betecknar sig som moderata, obundna moderata eller oavhängiga moderata, alternativt liberala.

### Internationella samarbeten
I Europaparlamentet utgör Moderaterna, tillsammans med Kristdemokraterna, en del av Europeiska folkpartiets grupp (EPP).
Moderater i utlandet är ett nätverk för partiets sympatisörer utomlands, utsett av Moderaternas partistyrelse 2016. Nätverket har ett tiotal föreningar runt om i hela världen.

## Valresultat

### Riksdagsval

#### Detaljerat valresultat, 1911-2022
Not: Till och med 1968 andrakammarvalet.
| År          | Röster    | Röstandel | Förändring röstandel (procentenh.) | Mandat     | Förändring mandat | Ref     |
| ----------- | --------- | --------- | ---------------------------------- | ---------- | ----------------- | ------- |
| 1911        | 188 691   | 31,3 %    |                                    | 65 av 230  |                   | [ 96 ]  |
| 1914 (mar.) | 286 250   | 37,7 %    | 6,4                                | 86 av 230  | 21                | [ 96 ]  |
| 1914 (sep.) | 268 631   | 36,7 %    | −1,0                               | 86 av 230  | 0                 | [ 96 ]  |
| 1917        | 182 070   | 24,7 %    | −12,0                              | 59 av 230  | −1                | [ 96 ]  |
| 1920        | 183 019   | 27,9 %    | 3,2                                | 70 av 230  | 11                | [ 96 ]  |
| 1921        | 449 302   | 25,8 %    | −2,0                               | 62 av 230  | −8                | [ 96 ]  |
| 1924        | 461 257   | 26,1 %    | 0,2                                | 65 av 230  | 3                 | [ 96 ]  |
| 1928        | 692 434   | 29,4 %    | 3,2                                | 73 av 230  | 8                 | [ 96 ]  |
| 1932        | 576 053   | 23,1 %    | −6,2                               | 58 av 230  | −15               | [ 96 ]  |
| 1936        | 512 781   | 17,5 %    | −5,5                               | 44 av 230  | −9                | [ 96 ]  |
| 1940        | 518 346   | 18,0 %    | 0,5                                | 42 av 230  | −2                | [ 96 ]  |
| 1944        | 488 921   | 15,8 %    | −2,2                               | 39 av 230  | −3                | [ 96 ]  |
| 1948        | 478 779   | 12,3 %    | −3,5                               | 23 av 230  | −16               | [ 96 ]  |
| 1952        | 543 825   | 14,4 %    | 2                                  | 31 av 230  | 8                 | [ 96 ]  |
| 1956        | 663 693   | 17,1 %    | 2,7                                | 42 av 231  | 11                | [ 96 ]  |
| 1958        | 750 332   | 19,5 %    | 2,4                                | 45 av 231  | 3                 | [ 96 ]  |
| 1960        | 704 412   | 16,6 %    | −2,9                               | 39 av 232  | −6                | [ 96 ]  |
| 1964        | 582 609   | 13,7 %    | −2,9                               | 32 av 233  | −7                | [ 96 ]  |
| 1968        | 670 478   | 13,9 %    | −0,8                               | 32 av 233  | −1                | [ 96 ]  |
| 1970        | 573 811   | 11,5 %    | −2,4                               | 41 av 350  | 9                 | [ 96 ]  |
| 1973        | 737 584   | 14,3 %    | 2,8                                | 51 av 350  | 10                | [ 96 ]  |
| 1976        | 847 672   | 15,6 %    | 1,3                                | 55 av 349  | 4                 | [ 96 ]  |
| 1979        | 1 108 406 | 20,3 %    | 4,7                                | 73 av 349  | 18                | [ 96 ]  |
| 1982        | 1 313 337 | 23,6 %    | 3,3                                | 86 av 349  | 13                | [ 96 ]  |
| 1985        | 1 187 335 | 21,3 %    | −2,3                               | 76 av 349  | −10               | [ 96 ]  |
| 1988        | 983 226   | 18,3 %    | −3,0                               | 66 av 349  | −10               | [ 96 ]  |
| 1991        | 1 199 394 | 21,9 %    | 3,6                                | 80 av 349  | 14                | [ 96 ]  |
| 1994        | 1 243 253 | 22,4 %    | 0,5                                | 80 av 349  | 0                 | [ 96 ]  |
| 1998        | 1 204 926 | 22,9 %    | 0,5                                | 82 av 349  | 2                 | [ 97 ]  |
| 2002        | 809 041   | 15,2 %    | −7,6                               | 55 av 349  | −27               | [ 98 ]  |
| 2006        | 1 456 014 | 26,2 %    | 11                                 | 97 av 349  | 42                | [ 99 ]  |
| 2010        | 1 791 766 | 30,1 %    | 3,8                                | 107 av 349 | 10                | [ 62 ]  |
| 2014        | 1 453 517 | 23,3 %    | −6,7                               | 84 av 349  | −23               | [ 63 ]  |
| 2018        | 1 284 698 | 19,8 %    | −3,5                               | 70 av 349  | −14               | [ 100 ] |
| 2022        | 1 237 428 | 19,1 %    | −0,7                               | 68 av 349  | −2                | [ 101 ] |

#### Riksdagsval per kommun

Resultat i riksdagsvalet 2022 på kommunnivå.

1973
1976
1979
1982
1985
1988
1991
1994
1998
2002
2006
2010
2014
2018

#### Gruppledare i riksdagen
Fram till 1991 var ofta partiledaren samtidigt gruppledare, om han inte var minister.
| - Johan Bernhard Johansson: 1937 (första gången) - Gösta Bagge: 1935–1936 - Fritiof Domö: 1937–1939 (urtima riksdagen) - Johan Bernhard Johansson: 1940 (lagtima riksdagen)–1945 (andra gången) - Fritiof Domö: 1946–1949 - Georg Andrén: 1950–1951 - Knut G. Ewerlöf: 1952–1961 - Erik Hagberg: 1962–1963 - Ivar Virgin: 1964–1965 (första gången) - Yngve Holmberg: 1966–1968 - Ivar Virgin: 1969 (andra gången) - Gösta Bohman: 1970 | - Arvid Lindman: 1935 - Martin Skoglund: 1935–1936 (första gången) - Gösta Bagge: 1937–1939 (urtima) - Martin Skoglund: 1940 (lagtima)–1949 (andra gången) - Jarl Hjalmarson: 1950–1961 - Gunnar Heckscher: 1962–1965 - Gösta Bohman: 1965–1968 - Yngve Holmberg: 1969–1970 |

| - Gösta Bagge: 1935 - Knut Ewerlöf: 1940(lagtima)–1941 - Johan Bernhard Johansson: 1946–1947 - Georg Andrén: 1948–1949 - Knut Ewerlöf: 1950–1951 - Karl Wistrand: 1953 - Ernst Wehtje: 1954–1955 - Ivar Virgin: 1962–1963 | - Ivar Anderson: 1936 - Karl Magnusson: 1940 (urtima)–1948 - Jarl Hjalmarson: 1949 - Martin Skoglund: 1950–1956 - Leif Cassel: 1957–1965 |

| - Ivar Virgin: 1970 - Allan Hernelius: 1970 | - Astrid Kristensson: 1970 - Tage Magnusson: 1970 |

##### Gruppledare i riksdagen sedan 1971
- Gösta Bohman:                                1971–1976   (första gången)
- Bertil af Ugglas:                            1976–1977
- Bertil Lidgard:                              1977–1981
- Gösta Bohman:                                1981–1982   (andra gången)
- Ulf Adelsohn:                                1982–1986
- Carl Bildt:                                  1986–1991
- Lars Tobisson:                               1991–1999
- Per Unckel:                                  1999–2002
- Fredrik Reinfeldt:                           2002–2003
- Mikael Odenberg:                             2003–2006
- Lars Lindblad:                               2006–2010
- Anna Kinberg Batra:                          2010–2015
- Jessica Polfjärd:                            2015–2017
- Tobias Billström:                            2017–2022
- Mattias Karlsson:  2022–[102]

##### Vice gruppledare i riksdagen sedan 1971
- Margareta Pålsson 2008–2012
- Tomas Tobé 2012–2015
- Hans Wallmark 2015–2020
- Jessika Roswall 2020–2022
- Jessica Rosencrantz 2022–2024
- Jörgen Berglund 2024–

#### Andra kända riksdagsledamöter
- Hjalmar von Sydow (1916-1932)
- Harald Nordenson (1938-1953)
- James Dickson (1941-)
- Nils Carlshamre (1965-1988)
- Filip Fridolfsson (1965-)
- Birger Hagård (1982-1998)
- Henrik S. Järrel (1991-2006)
- Anna Ibrisagic (2002-2004)
- Sten Nordin (2006-2008)
- Walburga Habsburg Douglas (2006-2014)

### Landstingsval
Följande tabell redovisar partiets resultat i alla landstings- och regionalval sedan 1910. Den inkluderar efter 1919 även stadsfullmäktigeval i de städer som ej ingick i ett landsting (elektorsval 1922-1934), men från 1970 ej landstingsfria kommuner. Åren 1922 till 1934 inkluderar Stockholm som dock röstade året därpå. Åren 1912, 1914, 1916 och 1918 var det endast val i en av de två landstingsgrupperna, så de resultaten är inte helt jämförbara.
| År   | Röster    | Röstandel | Förändring röstandel (procentenh.) | Mandat       | Förändring mandat | Ref         |
| ---- | --------- | --------- | ---------------------------------- | ------------ | ----------------- | ----------- |
| 1910 |           | 40,1 %    |                                    |              |                   | [ 96 ]      |
| 1912 |           | 42,4 %    | 2,3                                |              |                   | [ 96 ]      |
| 1914 |           | 39,8 %    | −2,6                               |              |                   | [ 96 ]      |
| 1916 |           | 40,1 %    | 0,3                                |              |                   | [ 96 ]      |
| 1918 |           | 30,4 %    | −9,7                               |              |                   | [ 96 ]      |
| 1919 |           | 24,9 %    | −5,5                               |              |                   | [ 96 ]      |
| 1922 |           | 31,8 %    | 6,9                                |              |                   | [ 96 ]      |
| 1926 |           | 28,9 %    | −2,9                               |              |                   | [ 96 ]      |
| 1930 |           | 28,4 %    | −0,5                               |              |                   | [ 96 ]      |
| 1934 |           | 24,2 %    | −4,2                               |              |                   | [ 96 ]      |
| 1938 |           | 17,8 %    | −6,4                               |              |                   | [ 96 ]      |
| 1942 |           | 17,6 %    | −0,2                               |              |                   | [ 96 ]      |
| 1946 |           | 14,9 %    | −2,7                               |              |                   | [ 96 ]      |
| 1950 |           | 12,3 %    | −2,6                               |              |                   | [ 96 ]      |
| 1954 |           | 15,7 %    | 3,4                                |              |                   | [ 96 ]      |
| 1958 |           | 20,4 %    | 4,7                                |              |                   | [ 96 ]      |
| 1962 |           | 15,5 %    | −4,9                               |              |                   | [ 96 ]      |
| 1966 |           | 14,7 %    | −0,8                               |              |                   | [ 96 ]      |
| 1970 |           | 11,6 %    | −3,1                               |              |                   | [ 96 ]      |
| 1973 |           | 13,8 %    | 2,2                                |              |                   | [ 96 ]      |
| 1976 |           | 14,9 %    | 1,1                                |              |                   | [ 96 ]      |
| 1979 |           | 18,6 %    | 3,7                                |              |                   | [ 96 ]      |
| 1982 |           | 21,9 %    | 3,3                                |              |                   | [ 96 ]      |
| 1985 |           | 20,7 %    | −1,2                               |              |                   | [ 96 ]      |
| 1988 |           | 17,9 %    | −2,8                               |              |                   | [ 96 ]      |
| 1991 |           | 23,2 %    | 5,3                                |              |                   | [ 96 ]      |
| 1994 |           | 20,2 %    | −3,0                               |              |                   | [ 96 ]      |
| 1998 |           | 22,2 %    | 2                                  |              |                   | [ 96 ]      |
| 2002 | 867 804   | 16,6 %    | −5,6                               | 253 av 1 656 | −84               | [ 103 ]     |
| 2006 | 1 331 290 | 24,6 %    | 8                                  | 376 av 1 656 | 123               | [ 104 ]     |
| 2010 | 1 588 170 | 27,3 %    | 2,7                                | 418 av 1 662 | 42                | [ 105 ]     |
| 2014 | 1 321 172 | 21,5 %    | −5,8                               | 339 av 1 678 | −79               | [ 106 ]     |
| 2018 | 1 241 717 | 19,3 %    | −2,2                               | 314 av 1 696 | −25               | [ 107 ]     |
| 2022 | 1 224 210 | 19,1 %    | −0,2                               | 328 av 1 720 | 14                | [ 7 ] [ 8 ] |

### Kommunalval
| År   | Röster    | Röstandel | Förändring röstandel (procentenh.) | Mandat          | Förändring mandat | Ref         |
| ---- | --------- | --------- | ---------------------------------- | --------------- | ----------------- | ----------- |
| 1970 | 584 129   | 11,8 %    | −2,5                               | 1 947 av 18 327 |                   | [ 96 ]      |
| 1973 | 713 476   | 13,9 %    | 2,1                                | 1 599 av 13 236 | −348              | [ 96 ]      |
| 1976 | 837 352   | 15,1 %    | 1,2                                | 1 732 av 13 247 | 133               | [ 96 ]      |
| 1979 | 1 030 516 | 18,6 %    | 3,5                                | 2 140 av 13 369 | 408               | [ 96 ]      |
| 1982 | 1 223 720 | 21,7 %    | 3,1                                | 2 583 av 13 500 | 442               | [ 96 ]      |
| 1985 | 1 164 289 | 20,6 %    | −1,1                               | 2 500 av 13 520 | −83               | [ 96 ]      |
| 1988 | 987 165   | 18,1 %    | −2,5                               | 2 133 av 13 564 | −367              | [ 96 ]      |
| 1991 | 1 222 339 | 22,2 %    | 3,7                                | 2 661 av 13 526 | 528               | [ 96 ]      |
| 1994 | 1 133 318 | 20,2 %    | −2,0                               | 2 378 av 13 550 | −283              | [ 96 ]      |
| 1998 | 1 177 019 | 22,3 %    | 2,1                                | 2 588 av 13 338 | 210               | [ 96 ]      |
| 2002 | 932 621   | 17,55 %   | −4,75                              | 2 059 av 13 274 | −529              | [ 108 ]     |
| 2006 | 1 338 993 | 24,25 %   | 6,7                                | 2 735 av 13 092 | 676               | [ 109 ]     |
| 2010 | 1 551 926 | 26,19 %   | 1,94                               | 2 966 av 12 978 | 231               | [ 110 ]     |
| 2014 | 1 343 588 | 21,55 %   | −4,64                              | 2 435 av 12 780 | −531              | [ 111 ]     |
| 2018 | 1 310 182 | 20,06 %   | −1,49                              | 2 396 av 12 700 | −39               | [ 112 ]     |
| 2022 | 1 332 813 | 20,51 %   | 0,45                               | 2 584 av 12 614 | 188               | [ 7 ] [ 8 ] |

### Kyrkoval
| År   | Röster  | Röstandel | Förändring röstandel (procentenh.) | Mandat    | Förändring mandat | Ref     |
| ---- | ------- | --------- | ---------------------------------- | --------- | ----------------- | ------- |
| 2001 | 158 326 | 18,91 %   |                                    | 48 av 251 |                   | [ 113 ] |
| 2005 | 121 914 | 17,83 %   | −1,08                              | 45 av 251 | −3                | [ 114 ] |
| 2009 | 106 383 | 16,18 %   | −1,65                              | 41 av 251 | −4                | [ 115 ] |
| 2013 | 85 386  | 12,57 %   | −3,61                              | 31 av 251 | −10               | [ 116 ] |

Anm. Före 2001 tillsattes mandaten i kyrkomötet genom indirekt valsätt. Valresultat från 2013 avser nomineringsgruppen Borgerligt alternativ.

### Europaparlamentsval
Partiet har fyra mandat i parlamentet efter att ha fått 17,53 procent av rösterna i Europaparlamentsvalet i Sverige 2024.
| År   | Röster  | Röstandel | Förändring röstandel (procentenh.) | Mandat  | Förändring mandat | Ref     |
| ---- | ------- | --------- | ---------------------------------- | ------- | ----------------- | ------- |
| 1995 | 621 568 | 23,17 %   |                                    | 5 av 22 |                   | [ 118 ] |
| 1999 | 524 755 | 20,75 %   | −2,42                              | 5 av 22 | 0                 | [ 119 ] |
| 2004 | 458 398 | 18,25 %   | −2,50                              | 4 av 19 | −1                | [ 120 ] |
| 2009 | 596 710 | 18,83 %   | 0,58                               | 4 av 18 | 0                 | [ 121 ] |
| 2014 | 507 488 | 13,65 %   | −5,18                              | 3 av 20 | −1                | [ 122 ] |
| 2019 | 698 770 | 16,83 %   | 3,18                               | 4 av 20 | 1                 | [ 123 ] |
| 2024 | 736 079 | 17,53 %   | 0,7                                | 4 av 21 | 0                 | [ 117 ] |

#### Gruppledare i Europaparlamentet
- Staffan Burenstam Linder 1995–2000
- Charlotte Cederschiöld 2000–2004
- Gunnar Hökmark 2004–2019
- Tomas Tobé 2019–[124]

#### Andra kända EU-parlamentariker
- Anna Maria Corazza Bildt 2009-2019, nu Liberalerna

## Regeringar
Partiet har producerat åtta statsministrar, fem under början av 1900-talet och tre under senare tid. 

### Statsministrar
- Christian Lundeberg (1905)
- Arvid Lindman       (1906–1911 och 1928–1930)
- Hjalmar Hammarskjöld       (1914–1917, formellt partilös)
- Carl Swartz         (1917)
- Ernst Trygger       (1923–1924)
- Carl Bildt          (1991–1994)
- Fredrik Reinfeldt   (2006–2014)
- Ulf Kristersson     (2022– )

### Kända ministrar
- Carl Hederstierna, utrikesminister (1923)
- Sven Lübeck, kumminikations- (1923-24), och socialminister (1928-30)
- Georg Andrén, ecklesiastikminister (1944-45)
- Britt Mogård, skolminister (1976-81)
- Beatrice Ask, skol- (1991-94) och justitieminister (2006-14)
- Anders Björck, försvarsminister (1991-94)
- Ulf Dinkelspiel, europaminister (1991-94)
- Per Westerberg, industriminister (1991-94)
- Anders Borg, finansminister (2006-14)
- Lena Adelsohn Liljeroth, kulturminister (2006-14)
- Tobias Billström, migrations- (2006-14) och utrikesminister (2022-)
- Sten Tolgfors, försvarsminister (2007-12)
- Gunnar Strömmer, justitieminister (2022-)